# Френска революция (1848)
Вижте пояснителната страница за други значения на Френска революция.
Френската революция от 1848 г. е буржоазно-демократическа революция, избухнала през февруари 1848 г. във Франция и довела до замяната на монархията с република.
На 22 февруари 1848 г. избухва въстание в Париж, като продължение на антиправителственния митинг, което продължава до 24 февруари същата година. Юлската монархия е свалена и е обявена Втора република. Създадено е временно правителство начело с Алфонс дьо Ламартин, което въвежда всеобщо избирателно право, свобода на словото и на печата. В хода на революцията демократичните промени са задушени от реакцията на аристокрацията, търговците и индустриалците, които от април имат превес в учредителното събрание. Избухва Юнското въстание през 1848, хиляди хора са убити, затворени или заточени. На 4 ноември е приета конституцията на републиката.

## Ход на събитията
* На 23 февруари крал Луи-Филип е принуден да приеме оставката на министър-председателя Гизо, но вълненията не спират.
* През нощта срещу 24 февруари в Париж има повече от 1500 барикади и започва народно въстание, организирано от членове на тайните републикански дружества.
* На 24 февруари крал Луи-Филип се отрича от престола и бяга в Англия.
* На 2 март е издаден декрет за намаляване на работния ден с 1 ч – до 10 часа продължителност за Париж и до 11 часа за провинцията.
* На 4 март е публикуван декрет за въвеждане на всеобщо избирателно право за мъжете, навършили 21 години. В резултат на това на 23 април са проведени избори за Учредително събрание, които са спечелени от републиканците.
* На 4 май 1848 г. Учредителното събрание започва своята първа сесия.
* На 15 май в Париж се провежда демонстрация, използвана от някои сили за създаване на настроения срещу работата на Учредителното събрание. Учредителното събрание успява да овладее положението и да прекрати безредиците.
* На 4 ноември е приета Конституция на Втората република. Тя създава силна изпълнителна власт и дава големи правомощия на президента на републиката.
* На 10 декември 1848 г. се провеждат президентски избори, които са спечелени от кандидата на монархистите Луи-Наполеон Бонапарт – племенник на Наполеон I Бонапарт.
* На 13 май 1849 г. се произвеждат законодателни избори, спечелени от т. нар. Партия на реда. След изборите правителството и президентът, с помощта на парламента, овладяват положението и успяват да ликвидират хаоса в страната.
- Крал Луи-Филип
- Луи-Наполеон Бонапарт